# خردل چینی
خردل هندی (نام علمی: Brassica juncea) نام یک گونه از سرده کلم‌ها است.